# 人造人009

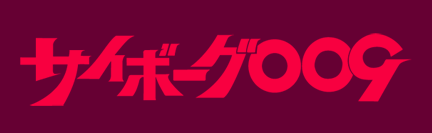
人造人009（サイボーグ009）的標誌

《人造人009》，也稱《無敵金剛009》，是石森章太郎創作的科幻題材日本漫画。1964年7月19日于《周刊少年King》开始连载。之后在《周刊少年Magazine》、《月刊少年JUMP》、《COM》、《周刊少年Sunday》、《漫画少年》、《少年Big Comic》、《SF动画片deer》等多家出版社的多种杂志上连载。到2012年10月为止累计发行达到1000万部。
台灣早期將漫畫書名譯為《無敵金剛009》，當時的媒體介紹文字中，亦另有《變體超人009》的譯名。

## 概要
与《假面骑士》齐名的石森老师的代表作。由描绘了各自拥有特殊能力的9名改造人战士的活跃和日常故事的长•中•短篇作品群组成。但是系列的完结篇完成前作者就去世了，因此作者自己创作的漫画部分是未完结状态。
当时的石森，进京漫画家的生活陷入低迷状态，经过3个月的环游世界一周旅行回到日本后画了这部作品。由于旅行欠下了出版社200万日元的债务，因此不得已描绘了这部漫画。
石森老师对自己的作品投入了很多，假面骑士系列等的作画相对交给他人较多，而009在杂志连载时刊登的内容却几乎都是自己画的。不过有着由シュガー佐藤和樱多吾作等人作画的电影《人造人009超银河传说》的改编漫画，这类的改编作品也存在不少。
有着在石森作品中常见的“背叛了赋予力量的人（=父母、家族），成为唯一能够对抗对方野心的存在而孤独地战斗下去”的主题。以1960年代的东西方美苏冷战为背景、越战等地为舞台，主题表现出浓厚的反战特征。于此并列，世界各地的神话和古代文明的系列、人种问题和文化差异造成的不和以及文明社会面临的问题，取材于这些的耐人寻味的小故事也很多。主人公们与和他们相遇的人们内心的纠葛、自身处于人类与机械的夹缝中所产生的烦恼等作为主题也不断在故事中被提起。不过，基本上是石森作品中共通的守护正义的英雄的姿态与哲学思考并重的系列作之一。
选择人造人的题材，是因为石森老师在海外旅行的时候看的杂志《LIFE》上刊登了关于人造人的特集，由此被触发了灵感。
从作品首次出现的1960年代开始，在各式载体上断断续续地持续了50年以上的展开，依据刊载的杂志和媒体、石森老师自身的构想变动和时代社会变化等不同情况，作品的设定上存在着很多变动的地方。

## 009各篇
| 刊登杂志                      | 刊登开始         | 刊登结束         | 备注 |
| ----------------------------- | ---------------- | ---------------- | --- |
| 少年画报社《周刊少年King》    | 1964年30号       | 1965年39号       | 标题：《诞生篇》《暗杀者篇》《放浪篇》《越南篇》《神话・人造人篇》 |
| 少年画报社《别册少年King》    | 1965年1月号      | 1966年2月号      | 标题：《诞生篇》《真空战争之卷》《极光作战之卷》《黄金狮子篇》《虚幻之犬篇》                                                                                               |
| 少年画报社《周刊少年King》    | 1966年4号        | 1966年4号        | 标题：《高处城堡之男篇》 |
| 讲谈社《周刊少年Magazine》    | 1966年27号       | 1966年27号       | 标题：《序言》 |
| 讲谈社《周刊少年Magazine》    | 1966年30号       | 1967年13号       | 标题：《地下帝国黄泉篇》 |
| 讲谈社《别册少年Magazine》    | 1966年初秋特大号 | 1966年初秋特大号 | 标题：《新型炸弹“电电”》 |
| 秋田书店《冒险王》            | 1967年5月号      | 1969年6月号      | 标题：《怪物岛篇》《中东篇》《移民篇》《女妖之歌篇》《海底篇》《天使篇》                                                                                                   |
| 虫制作公司《COM》             | 1969年10月号     | 1970年12月号     | 标题：《与诸神的战斗篇》 |
| 《中一时代》                  | 1971年1月号      | 1971年1月号      | 标题：《人造人009对三亿元悬赏犯》 |
| 《たのしい幼稚園》            | 1972年3月号      | 1972年3月号      | 标题：《龙型人造人篇》 |
| 小学馆《周刊少女COMIC》       | 1975年38号       | 1975年38号       | 标题：《风之都篇》 |
| 小学馆《周刊少女COMIC》       | 1976年8号        | 1976年8号        | 标题：《雪之狂欢篇》 |
| 集英社《月刊少年JUMP》        | 1976年6月号      | 1976年6月号      | 标题：《电子恐龙篇》 |
| 小学馆《周刊少女COMIC》       | 1976年31号       | 1976年33号       | 标题：《埃达篇》 |
| 秋田书店《PLAY COMIC》        | 1976年8月12日号  | 1976年8月12日号  | 标题：《绿色大厅篇》 |
| 秋田书店《冒险王》            | 1977年正月増刊号 | 1977年正月増刊号 | 标题：《怪奇星篇》 |
| 朝日ソノラマ《月刊MANGA少年》 | 1977年7月号      | 1979年9月号      | 标题：《海底金字塔篇》 1978年11月号、12月号休刊 |
| 单行本新增                    | 1979年新增       | 1979年新增       | 标题：《圣吉尔曼伯爵》 |
| 讲谈社《少年Magazine》        | 1978年2号        | 1978年2号        | 标题：《幻影岛》 |
| 小学馆《周刊少年SUNDAY》      | 1979年9号        | 1981年11号       | [ 5 ] |
| 小学馆《少年BIG COMIC》       | 1979年7号        | 1980年6号        | 标题：《赛尔卡西异次元海篇（7号）》《眼与耳篇（11号）》《诱拐篇（14号）》《父与子篇（17号）》《快跑！哥哥篇（22号）》《机械的心脏篇（24号）》《在动物园……篇（1980年6号）》 |
| 学习研究社《SF anime deer》   | 1985年2月号      | 1986年9月号      | 标题：《时空间漂流民篇》 |
| 产经新闻                      | 1992年1月1日     | 1992年1月1日     | 标题：《紧急模拟实验1992篇》 |

备注中的标题均为参考译名。

## 剧情简介
主人公岛村乔，某日被神秘的男人们抓住改造成了人造人。在世界的暗影中活跃着的死亡商人“黑幽灵团（Black Ghost）”为了制作划时代的新商品•人造人士兵的试验品，偶然地选择了乔。但是，乔被先前改造的8名人造人和改造他们的吉尔莫亚博士告知了当下的情况后，与他们共同从黑幽灵团逃走了。
他们在得知黑幽灵团的野心后便不断阻止敌方的行动，然而拥有着同样力量的人造人战士却只有他们。胸中怀着人类的心和机器所没有的悲伤心情，人造人战士们为了粉碎黑幽灵团的野心而不断地持续着战斗。

## 主要登場人物
001 伊凡·維斯基
0歲，俄國人。具有念力、超感知、接觸感應、心電感應、預知、自然治癒力等超能力的超能力者。
002 傑特·林格
18歳（舊設定22歳），美國人。有飛行能力，也有加速裝置，但完成度沒有009的高，效果也較弱。
003 法蘭索娃·阿爾達努
19歳（舊設定16歳），法國人。擁有強化視覺及聽覺，也可以透視牆壁。
004 亞柏特·海恩利希
30歳（舊設定28歳），東德人。他的妻子雖然死了，卻没想到他還活著，他被送到基爾摩亞博士那裡的時候心臟就停了。他的特徵是腿部內藏飛彈，右手內藏機關槍，左手則是像刀一般鋒利。
005 索羅門·索尼亞
27歳（舊設定31歳），印地安人。擁有硬度如鋼鐵的皮膚和強大噸力，身材也是同伴裡面最高大的一個。但天性溫和善良，似乎擁有可以感受大自然變化的某種第六感。
006 張張湖
42歳（舊設定超過35歲），中國人。具有噴火鑽地的能力。
007 葛雷特·布林頓
45歳（舊設定超過45歲），英國人。藉由改變自己的細胞構成，可以把自己變身成各種東西。部份作品頭身比例由二頭身到八頭身不等，但仍保留光頭特徵。
008 皮曼
22歳（舊設定21歳），非洲人。擁有強化肺部，可以長時間在水中停留及自由活動，甚至比陸上活動更敏捷。
009 島村喬
主角，18歲，5月16日生。原賽車手，日本人母親與外国人父親所生之混血兒，本身擁有超強化的體能，再加上擁有加速裝置，任何人的速度都比不上。

## 动画
到2011年为止，有1966-1968年（旧昭和版）、1979-1980年（新昭和版）、2001-2002年（平成版）这3期动画。
详细内容请参照“人造人009 (动画)”

## 2009年的活动
2009年，公元年份里能含有“009”是千年一次的事，所以准备了各种各样的活动和企划。
- 2008年12月30日新网站登场，2009年1月1日上午0点倒计时结束后新的公式站正式开始运营。
- 元旦在读卖新闻和朝日新闻发布了一版彩色广告。5月12日，为了纪念主人公岛村乔在5月16日的生日，邀请了在3部TV动画系列里出演乔的声优森功至（1968年版）、井上和彦（1979年版）和樱井孝宏（2001年版）三人参加了活动。
- 5月16日，收录了3部TV动画系列各自第一话的DVD开始发售。
- 以《人造人009 complete collection》为标题全11卷的便利漫画，由秋田书店、角川书店、讲谈社和小学馆4社联动从4月开始每月下旬出版一册。

### 朗读剧
10月11日在东京·涩谷C.C.LEMON大厅，举办了“原画和朗读点缀的人造人009的世界~追踪海底金字塔之谜！~”的朗读会。为了周年庆及声优事务所青二制作40周年纪念所联合制作，声优阵容与历代动画、电影都不同。画像和音乐融为一体，不是单纯的漫画或纯粹的朗读的全新的活动。另外在2009年12月的DVD发售时，广播剧CD《青山二丁目剧场 人造人009 诞生篇》也同时被收录了。
出演 　
- 001：藤田淑子
- 002：置鲇龙太郎
- 003：桑岛法子
- 004：中井和哉
- 005：江川央生
- 006：龙田直树
- 007：小野坂昌也
- 008：绿川光
- 009：神谷浩史
- 吉尔莫亚博士：大冢周夫
- レメル星人めいむ：久川绫
- スエーデンボルグ伯爵：田中秀幸
- リングアナ：レニー・ハート
- コロスNO1：三宅淳一
- コロスNO2：宫原弘和
- コロスNO3：日比爱子
- コロスNO4：平尾阳子

## 外部連結
- （日語）
  - （日語）
  - （日語）
  - （日語）
- （日語）http://www.toei-anim.co.jp/lineup/movie/cyborg009/ （页面存档备份，存于）
- （日語）http://www.toei-anim.co.jp/lineup/tv/009/ （页面存档备份，存于）
- （日語）[永久]